# Rewolwer i melonik (serial telewizyjny)
Rewolwer i melonik (ang. The Avengers) – brytyjski kryminalno-surrealistyczny serial telewizyjny nakręcony w latach 60., wznowiony w następnej dekadzie (pod nowym tytułem: The New Avengers). W 1998 r. serial doczekał się wersji pełnometrażowej z Ralphem Fiennesem, Umą Thurman i Seanem Connerym.
Serial opowiada o przygodach dwójki agentów ratujących świat przed genialnymi wynalazcami-szaleńcami.
W latach 70. w oddziałach stacji ITV istniała praktyka niszczenia i ścierania zużytych taśm. W związku z tym wiele wczesnych odcinków serialu uznaje się za zaginione.

## Obsada
- Patrick Macnee – John Steed (wszystkie 161 odcinków)
- Honor Blackman – dr Catherine „Cathy” Gale (1962–1964: 43 odcinki)[2]
- Ingrid Hafner – Carol Wilson (1961: 19 odcinków)
- Ian Hendry – dr David Keel (1961: 26 odcinków)
- Douglas Muir – One-Ten (1961–1963: 11 odcinków)
- Rhonda Parker – Rhonda (1968–1969: 19 odcinków)
- Diana Rigg – Emma Peel (1965–1968: 51 odcinków)
- Jon Rollason – dr Martin King (1962: 3 odcinki)
- Julie Stevens – Venus Smith (1962–1963: 6 odcinków)
- Linda Thorson – Tara King (1968–1969: 33 odcinki)
- Patrick Newell – matka (1965–1969: 22 odcinki)
- Julian Glover – Masgard (1965–1969: 4 odcinki)
- Christopher Lee – płk Mannering (1967–1969: 2 odcinki)
- Terence Plummer – Frederick (1965–1969: 9 odcinków)
- Valentino Musetti – ochroniarz Sarkoff (1962-1964: 8 odcinków)

W epizodach wystąpili m.in.: Brian Blessed (2 odcinki), Peter Cushing (1), Charlotte Rampling (1), Ian Ogilvy (1), Peter Vaughan (1), Edward Fox (1), Joss Ackland (1), John Cleese (1), Corin Redgrave (1), Donald Sutherland (1) i Susan Hampshire.

## Serial w Polsce
W Polsce w latach 70. nadawano wybrane odcinki sezonów z Dianą Rigg:
- 4. seria – czarno-białego, który oryginalnie były nadawany w Wielkiej Brytanii w latach 1965–1966 i miał 26 odcinków
- 5. seria – kolorowego, który oryginalnie był nadawany w roku 1967 i miał 24 odcinki.

Te dwie serie są uważane za „złotą epokę” serialu.
Niektóre z wyświetlanych odcinków:
- The House that Jack Built (czarno-biały) – Emma zostaje podstępnie zwabiona do dworku na odludziu. Dworek to w rzeczywistości mechaniczna pułapka, skonstruowana przez profesora Kellera, który chce doprowadzić Emmę do szaleństwa. Psychodeliczne korytarze i sale się nie kończą, bo w miarę przemieszczania się Emmy, wszystko się obraca, rekonfiguruje i łączy na nowo (por. film Cube z 1997 roku).
- Man-eater of Surrey Green (czarno-biały) – zarodniki mięsożernej rośliny z innej planety spadają na Ziemię i hipnotyzują mieszkańców Surrey, którzy najpierw mają roślinę pielęgnować, a potem stać się jej pierwszym pokarmem.
- Dial a Deadly Number (czarno-biały) – szefowie wielkich firm, użytkownicy pagerów przypominających długopisy, tajemniczo umierają po odebraniu wezwania przez urządzenie. Okazuje się, że za śmierć przedsiębiorców odpowiada grono przestępców, którzy aby się wzbogacić, wykorzystywali spadek kursu akcji firmy po zaistniałym nieszczęściu (za pomocą mechanizmu opcji sprzedaży).

W 1998 serial nadawany był na RTL 7. W 2002 pełny 5. i 6. sezon nadawany na TVP1 od 24 czerwca do 31 sierpnia.